# Channapatna, Nanjangud
Channapatna là một làng thuộc tehsil Nanjangud, huyện Mysore, bang Karnataka, Ấn Độ.